# 日照時間
日照時間（にっしょうじかん、英: sunshine duration）とは、気象台やアメダスなど日照計により観測される太陽が照った時間数のことである。

## 日照時間の定義
日照時間は、一日のうちで、日照計で測定される直達日射量が120W/m2以上である時間と定義される。日照なしの目安（120W/m2以下）は、直射光によって物体の影が認められない程度。

## 日照時間を計測する主な測器

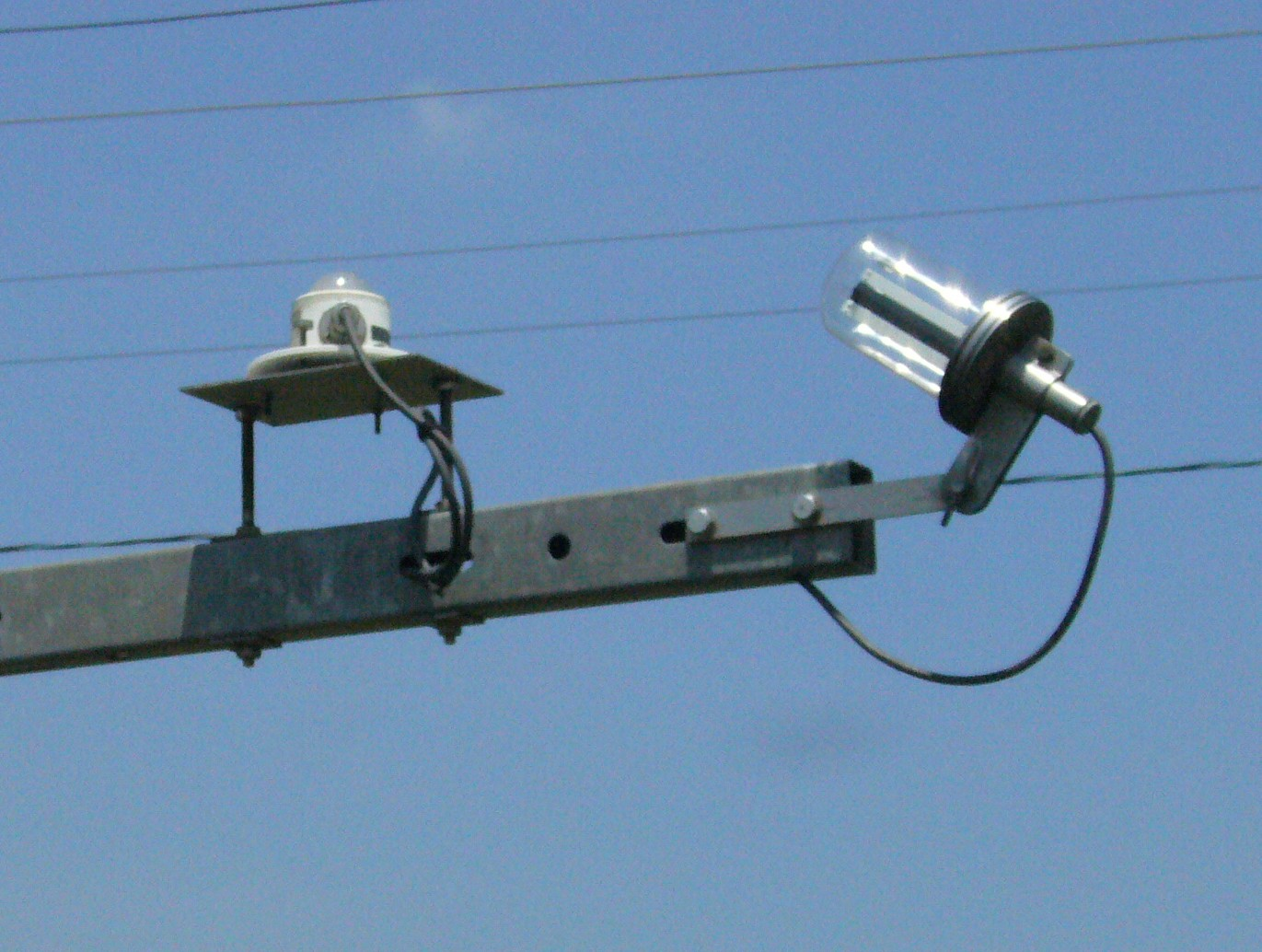
太陽電池式日照計（右）と日射計（アメダス）

太陽追尾式日照計
太陽からの直射光を日照計感部で取り入れる。感部は固定ではなく、自動（緯度・経度や日時から計算により求める）で太陽を追尾して観測する。そのほかの仕組みは下記回転式を参照。日本では、気象台や測候所などで使用される。
回転式日照計
基本的に観測方法は太陽追尾式日照計と同じ仕組み。上記太陽追尾式を含んで呼ばれることがある。日照計の主軸を地軸と平行になるように水平面から設置点の緯度分だけ傾けて設置し、主軸に取り付けられた反射鏡を主軸にそって一定速度で回転させる。感部にある光センサーが直達光の強弱に応じたパルス状の信号を出し、あらかじめ調べているその信号と日射量との関係より、日照ありを判断する。最近整備されたアメダスでは、この方式の測器が採用されている。
太陽電池式日照計
あらかじめ検定時に電池の出力と日射量の対応関係を調べておき、その電池の出力の大きさから日照の有無を判別する方式の日照計。アメダスで使用される。メンテナンスが少なくてすみ、自動観測に向いている。近年太陽電池式から、回転式日照計への切り替え作業が行われている。
その他、過去に日本の気象庁で使われていた日照時間の測器として、太陽光を球形ガラスで集光し紙面にできた焦げ跡から日照時間を求める「カンベル式日照計」、「青写真感光紙上にピンホールからの日光による像を記録する「ジョルダン式日照計」などがある。
両者とも、電気的な部品や処理など必要なく、設置場所さえあればどこでも設置が可能である。反面、人的な交換・保守が必要（記録紙の交換は毎日）であること。普段用いる時刻が適用できないと言った弊害がある（地方真太陽時）。
異なる種類の日照計により、日照時間を観測する場合は、注意が必要である。なぜなら、測器により観測値が異なるためである。また天気にかかわらず山岳部などの地形では山陰に入る面があるため、日照時間が短くなる。

## 日照時間の多い地域
降水量が少ない地域で、日照時間が多い傾向がある。可照時間に対する日照時間の割合を日照率［％］で示すことがある。ちなみに気候別に見ると、亜熱帯高圧帯の影響が大きいもしくは大陸の内陸に存在する乾燥帯や地中海性気候の地域、亜寒帯冬季少雨気候の地域など、大陸性の乾燥した気候を示す地域では日照時間は多い。逆に温帯湿潤気候、亜熱帯型の温帯夏雨気候のモンスーンのある地域、赤道低圧帯の周辺部にある熱帯（特に熱帯雨林気候）の地域や、偏西風の降雨の影響が一年中ある西岸海洋性気候、高緯度低圧帯の影響下にある寒帯の地域では日照時間が少ない傾向がある。

## 日本各地の日照時間
日本各地の年間日照時間は、おおむね1500時間から2200時間程度、気象台およびアメダスの平均値は約1850時間程度となっており、世界平均の約2500時間より短い。理由としては、日本が島国かつ中緯度の大陸東岸に位置するモンスーン地域にあたる為である。
日本各地の日照時間の長短には四季によって特徴がみられる。
- 春季は、春分の日を過ぎると昼間の時間が夜間の時間より長くなる上、シベリア気団が明瞭でなくなり低気圧と高気圧が交互に通過する。冬の北西季節風の陰であった関東地方や甲信越地方、東海地方の一部、紀伊半島の南東部で日照時間がやや短くなる他は、ほぼすべての地域で冬季よりも日照時間が増加する。その傾向は日本海側や東シナ海側で顕著である。北日本では、5〜6月が1年のうちで最も日照時間が長い季節である。南西諸島では、低気圧や前線が日本南岸に停滞する時期がある為、冬季より増加はするものの他の地域よりも日照時間が短めである。

- 夏季は、昼間の時間が最も長い夏至を挟んだ夏の約1〜2か月間が北海道と小笠原諸島を除く日本のほぼ全域が梅雨の季節にあたる為、日照時間が西日本を中心に短くなる。東日本や北日本、南西諸島では梅雨時の日照時間は春季と比べてそれほど短くならないか変わらず、小笠原諸島では太平洋高気圧の圏内になる為にむしろ長くなる。梅雨明け後は日本列島は太平洋高気圧の圏内にあたる事が多くなり、西日本、南西諸島を中心に日照時間が増加する。特に瀬戸内海周辺地域や日本海側沿岸、南西諸島では夏の太平洋から吹く南東季節風の影響が少ない為にその傾向が強くなる。また小笠原諸島では、本州が梅雨の季節である時期から引き続き太平洋高気圧の圏内にあたり日照時間は長い。なお内陸部では雷雨が多くなり、前述の地域よりは梅雨明けによって増加する日照時間の幅は小さくなる。

- 秋季は、秋分の日を過ぎると昼間の時間が夜間の時間よりも短くなる上、太平洋高気圧の勢力圏は9月後半には日本列島から退き、低気圧と高気圧が交互に通過するようになる。内陸部の夕立の起きやすい一部地域を除き、ほぼ全ての地域で夏季よりも日照時間が減少する。長江気団に覆われやすい西日本ではやや長くなるが、秋雨前線が明瞭である東日本や北日本ではやや短くなり、東日本太平洋側では秋季が一番日照時間が短い。冬に近づくにつれ日本海側、東シナ海側、南西諸島の日照時間が短く、太平洋側の日照時間が長くなっていく。

- 冬季は、昼間の時間が最も短い冬至を挟んでおり、北海道の道東と本州と四国と九州の太平洋側の一部を除いた地域では、1年のうちで日照時間が一番短い季節である。ユーラシア大陸からの北西の季節風の影響によって雨雲や雪雲ができやすい道東を除く北海道から九州にかけての日本海側、九州と南西諸島の東シナ海側では日照時間が極端に短くなる。また、先島諸島では北東からの季節風が東シナ海から吹く為に雲ができやすくなり、日照時間が極端に短くなる。太平洋側の地域では季節風が山岳に遮られている為に秋季と同じぐらいか少し短くなる程度にとどまり、関東地方や甲信地方、東海地方の一部、紀伊半島の南東部などの太平洋側では秋季よりも増加し、冬季の日照時間が1年のうちで最も長い地域もある。

- 日本国内の平均値よりも比較的年間日照時間が長い地域として、北海道の道東、関東地方や長野県中部、山梨県の内陸平野部、瀬戸内海沿岸、東海地方、紀伊半島、四国、九州の太平洋側沿岸部、梅雨がない小笠原諸島が挙げられる。

## 平年との比較
気象庁の定義では、日照時間が平年より「多い」場合には「多照」、「少ない」場合は「寡照」、どちらでもない場合は「平年並」と表現する。多い・少ないの定義はいずれも生起確率3分の1としている。